# Puntualidad

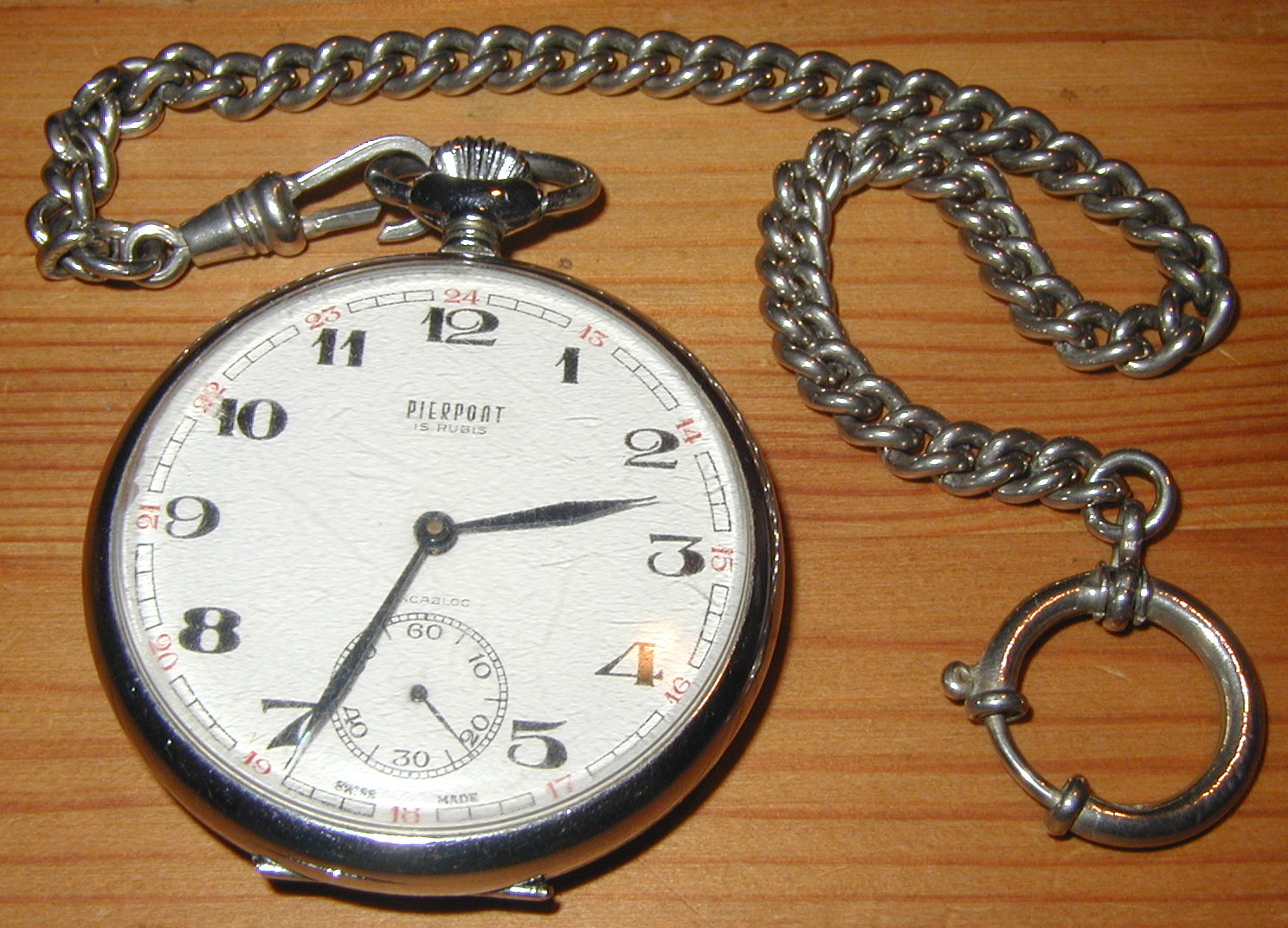
La puntualidad en el comportamiento humano está regida por un instrumento horario como el reloj

Puntualidad es una actitud humana considerada en muchas sociedades como la virtud de coordinarse cronológicamente para cumplir una tarea requerida o satisfacer una obligación antes o en un plazo anteriormente comprometido o hecho a otra persona.
Quiere decir, cuando una persona va a ir a algún lado con otras, ya sean familiares, amigos, compañeros, entre otros, y quedaron de encontrarse a la 1 p. m., se debe estar a esa hora o unos minutos antes por cortesía, pero después no, puesto que eso se define como una persona impuntual.

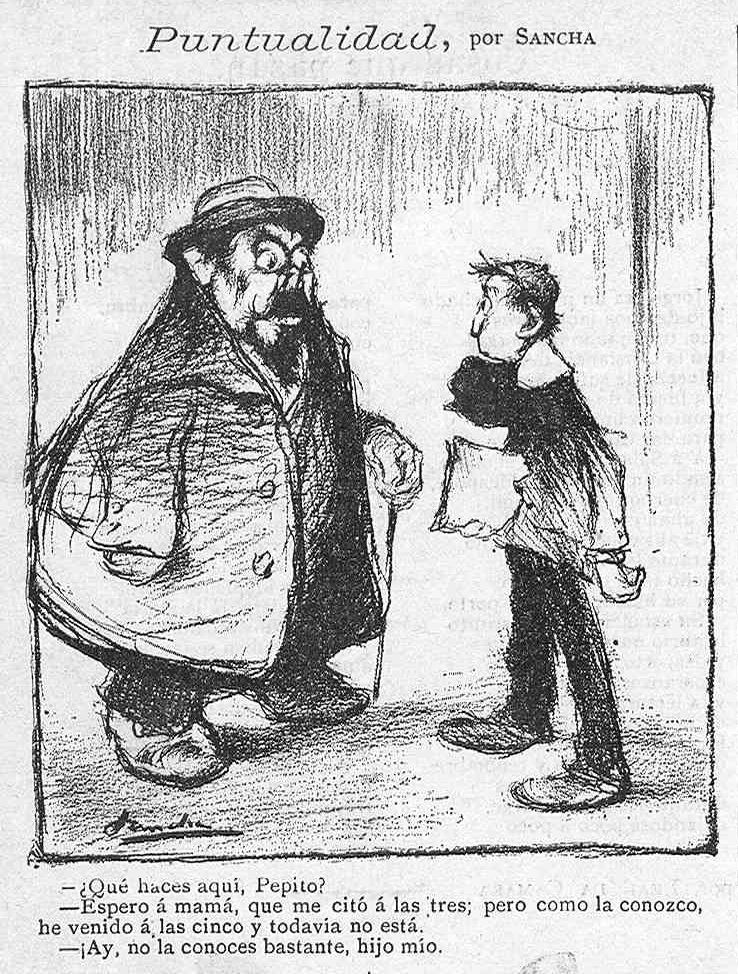
«Puntualidad» por Sancha (Madrid Cómico, 1899).

Algunas culturas tienen sobreentendido que los plazos reales son diferentes de plazos indicados. Por ejemplo, en una cultura particular puede ser entendido que la gente llegará una hora más tarde de lo anunciado. En este caso, puesto que cada uno entiende que una reunión a las 9 a. m. comenzará realmente alrededor de las 10 a. m., nadie se incomodará cuando todo el mundo aparezca a las 10 a. m.

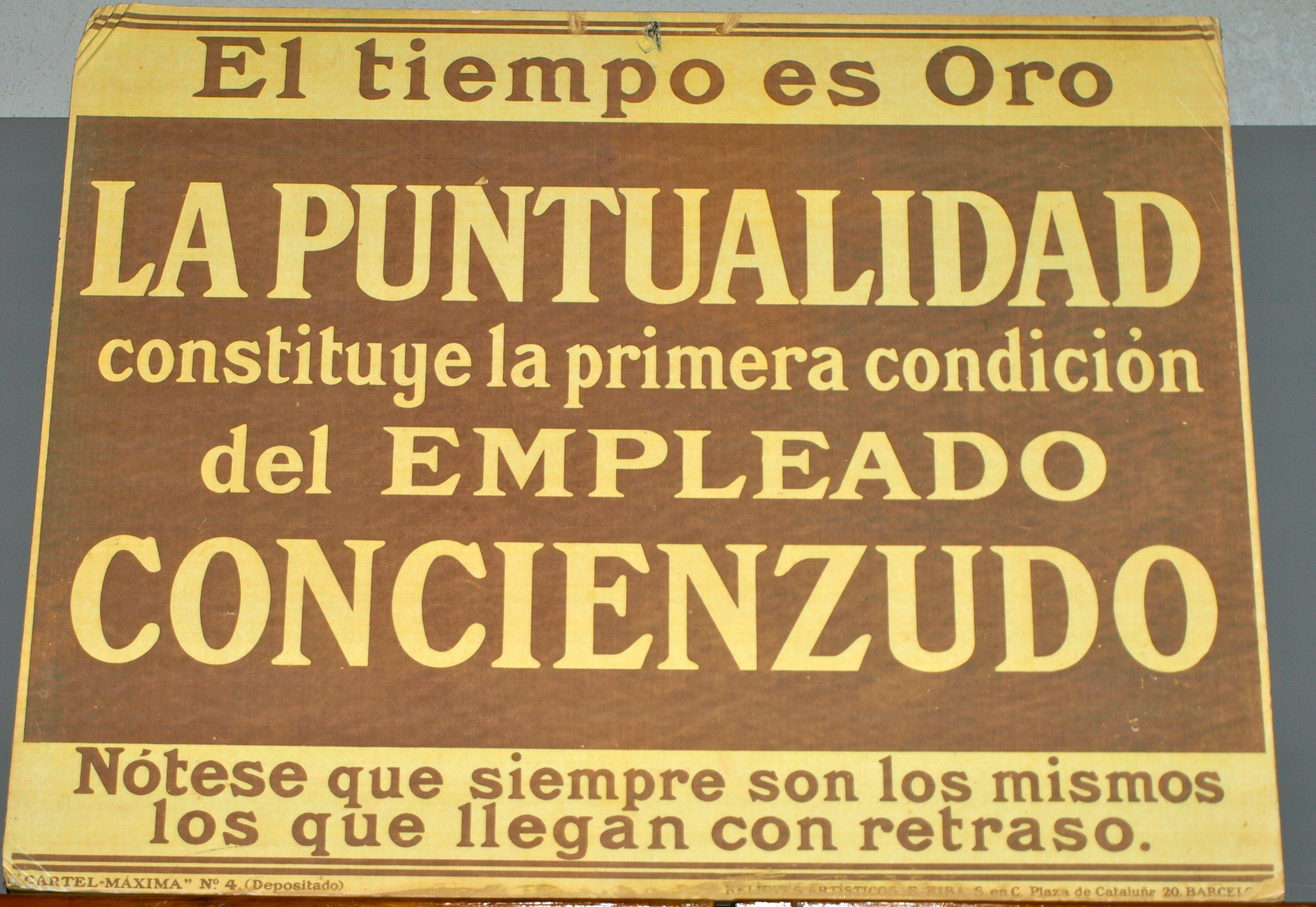
Ser puntual es ser consciente

El valor de la puntualidad es necesario para dotar a nuestra personalidad de carácter, orden y eficacia, pues al vivir este valor en plenitud estamos en condiciones de realizar más actividades, desempeñar mejor nuestra labor, ser merecedores de confianza. La falta de puntualidad habla por sí misma pues, de ella, puede inferirse con facilidad la escasa o nula organización de nuestro tiempo y la falta de planificación en nuestras actividades.

## Puntualidad en el trabajo
La puntualidad en el puesto de trabajo es una obligación del trabajador respecto a su empleador. Así lo recoge la legislación laboral en la mayoría de los países, estados o ciudades, estableciendo como causa de incumplimiento contractual la reincidencia en comportamientos de impuntualidad. Así en el Estatuto de los trabajadores español, se cita como incumplimiento de contrato las faltas injustificadas y repetidas de asistencia o puntualidad en el trabajo (Art. 54). En muchos convenios laborales, se recogen frases que especifican esta normativa, del tipo se considerarán faltas de carácter leve tres faltas de puntualidad durante un mes sin que exista causa justificada. La cantidad exacta de minutos de retraso que ameritan la consideración de falta por impuntualidad es, no obstante, un tema controvertido y sujeto a interpretación subjetiva y criterio del evaluador.